# Anelaphinis simillima
Anelaphinis simillima är en skalbaggsart som beskrevs av César Marie Félix Ancey 1883. Anelaphinis simillima ingår i släktet Anelaphinis och familjen Cetoniidae. Inga underarter finns listade i Catalogue of Life.